# SummerSlam (1990)
SummerSlam 1990 fue la tercera edición de SummerSlam, un evento pago por visión de lucha libre profesional producido por la World Wrestling Federation (WWF). Tuvo lugar el 27 de agosto de 1990 desde el The Spectrum en Filadelfia, Pensilvania.

## Resultados
- Dark Match: Shane Douglas derrotó a Buddy Rose
- Power and Glory (Paul Roma y Hercules) (w/Slick) derrotó a The Rockers (Shawn Michaels y Marty Jannetty) (6:00)
  - Roma cubrió a Jannetty después de un "Powerplex".
  - Michaels no participó del combate debido a un ataque de Hercules en los camerinos.
- The Texas Tornado derrotó a Mr. Perfect (w/Bobby Heenan) ganando el Campeonato Intercontinental de la WWF (5:15)
  - Tornado cubrió a Mr. Perfect después de un "Tornado Punch".
  - Tornado fue el substituto de Brutus Beefcake.
- Sensational Queen Sherri derrotó a Sapphire (0:00)
  - Sherri ganó debido a que Sapphire nunca ingresó al combate.
- The Warlord (w/Slick) derrotó a Tito Santana (5:28)
  - Warlord cubrió a Santana después de un "Running Powerslam".
- The Hart Foundation (Bret Hart y Jim Neidhart) derrotó a Demolition (Smash y Crush) en un Two out of Three Falls Match ganando el Campeonato en Parejas de la WWF (14:24)
  - Crush cubrió a Hart después de un "Demolition Decapitation".(6:09)
  - Crush fue descalificado por empujar al árbitro. (10:06)
  - Hart cubrió a Crush con un "Roll-Up" después de una distracción de The Legion of Doom (14:24)
- Jake Roberts derrotó a Bad News Brown (w/The Big Boss Man como Árbitro Especial) por descalificación (4:44)
  - Bad News Brown fue descalificado por golpear a Roberts con una silla.
- Nikolai Volkoff y Jim Duggan derrotaron a The Orient Express (Tanaka y Sato) (w/Mr. Fuji) (3:22)
  - Duggan cubrió a Tanaka después de un "Three-point stance clothesline".
- Randy Savage (w/Sensational Queen Sherri) derrotó a Dusty Rhodes (2:15)
  - Savage cubrió a Rhodes después de golpearlo con un objeto.
- Hulk Hogan (w/The Big Boss Man) derrotó a Earthquake (w/Jimmy Hart y Dino Bravo) por cuenta fuera (13:16)
  - Earthquake recibió la cuenta fuera después de recibir un "Body Slam" en una mesa fuera del ring.
- The Ultimate Warrior derrotó a Rick Rude (w/Bobby Heenan) en una Steel Cage Match reteniendo a Campeonato de la WWF (10:05) 
  - Warrior ganó tras escapar de la estructura.

## Otros roles
| Comentaristas - Vince McMahon - "Rowdy" Roddy Piper Entrevistadores - "Lord" Alfred Hayes - Sean Mooney - "Mean" Gene Okerlund | Anunciador - Howard Finkel Árbitros - John Binella - Mike Chioda - Rene Goulet - Earl Hebner |